# Killer Queen
"Killer Queen" är en låt av rockgruppen Queen, skriven av sångaren Freddie Mercury oktober året 1974, utgiven på albumet "Sheer Heart Attack". Låten var första singel ut från albumet och blev bandets första internationella hit.

## Medverkande
- Freddie Mercury - sång, piano
- Brian May - gitarr, kör
- Roger Taylor - trummor, kör, triangel, chimes
- John Deacon - bas

## Listplaceringar
| Lista (1974-1975) | Position                       |
| ----------------- | ------------------------------ |
| Finland           | 16                             |
| Irland            | 2                              |
| Kanada            | 15 (RPM)                       |
| Nederländerna     | 3                              |
| Norge             | 4 (VG-lista)                   |
| Storbritannien    | 2 (UK Singles Chart)           |
| Sverige           | "Veckans Smash Hit" i Poporama |
| USA               | 12 (Billboard Hot 100)         |
| Västtyskland      | 12                             |
| Österrike         | 10                             |